# Jakub Slach
Jakub Slach (* 25. července 1979, Vlašim) je český herec.

## Život
V roce 2003 absolvoval krajinné inženýrství – aplikovaná ekologie na Lesnické fakultě České zemědělské univerzity v Praze a následně v roce 2006 dostudoval herectví alternativního a loutkového divadla na Katedře alternativního a loutkového divadla na DAMU. Po absolutoriu na DAMU hostoval v Klicperově divadle v Hradci Králové ve hře Zdravý nemocný a Já, don Quijote de la Mancha. Hrál také v Divadle Na prádle v představení Změna.
Ve Studiu Ypsilon hrál ve hře Franz K. je z Prahy, Mýty, které nás spojují, Divotvorný Jiří aneb Narozen 1910. Zde působí i nyní v představeních Nadsamec Jarry, Faust a Markétka, V sedmém pádu, Babička se vrací, T. G. M. aneb Masaryk mezi minulostí a dneškem. Občas hraje také v Divadle U Hasičů a Palace.

## Další divadelní role
- Sonáta duchů (Mrtvý a Urozený)
- Zazie v metru (Pedro)
- Člověče, zkus to! Nové Diskové společenské hře
- Anděl přichází do Babylónu (Akki – žebrák)
- Sbohem, Tourniere, v Ťapákovcích (Jano Fuzák, Rechtor)
- Mimi a lord, v Mesdames a Messieurs, Deburau! (Kasandr)
- Probuzení jara (Záhadný pán)
- Vratká prkna (Režisér Saša)
- Caveman

## Film, seriál, televize
- To nevymyslíš povídka Úplatek
- Ulice
- Rodinka
- Vyprávěj